# Ptilocephala triaena
Ptilocephala triaena is een vlinder uit de familie zakjesdragers (Psychidae). De wetenschappelijke naam van deze soort is voor het eerst geldig gepubliceerd in 1940 door Bourgogne.
De soort komt voor in Europa.